# Johann August Nösselt

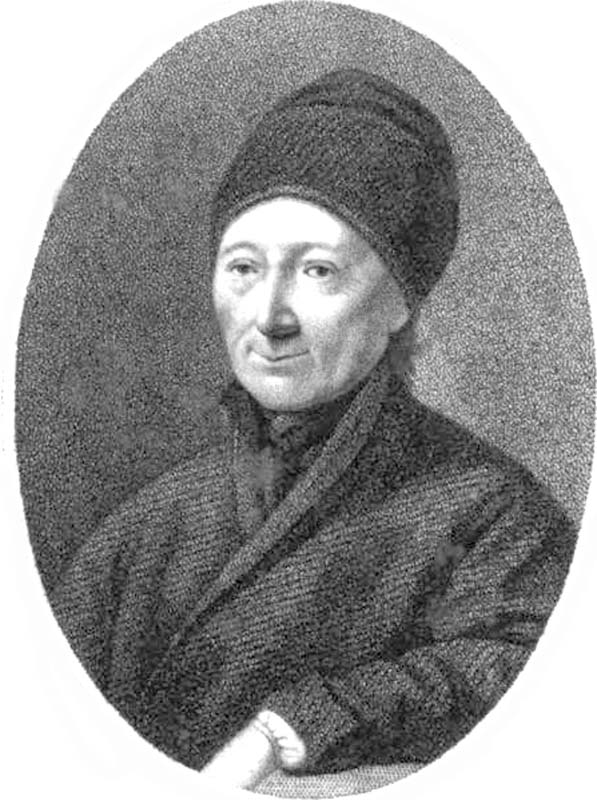
Johann August Nösselt

Johann August Nösselt (* 2. Mai 1734 in Halle (Saale); † 11. März 1807 ebenda) war ein deutscher evangelischer Theologe.

## Leben
Johann August Nösselt war ein Sohn des geachteten Hallenser Kaufmanns, Vorstehers der Kramerinnung und Pfänners gleichen Namens (* 9. Januar 1692 in Halle (Saale); † 1. Juli 1762 ebenda) und dessen Frau Regina Elisabeth, (geb. Schultze, * 13. Juni 1704 in Halle (Saale); † 15. Mai 1771 ebenda). Er wurde bereits im Elternhaus tief pietistisch geprägt. Der Vater hatte vor allem mit den Reformierten unangenehme Erfahrungen gemacht, was ihn als Lutheraner bestärkte und mit einer gewissen Form der Toleranz ausstattete. Den Sohn hielt er früh an, den Gottesdienst zu besuchen und den Hauptinhalt der Predigten nachzuschreiben. Wie er sich selbst erinnerte, war – neben seinem Vater – eine in seiner jugendlichen Entwicklung prägende Gestalt seine Schwester Sophie Elisabeth. Durch deren Beispiel und ihr sanftes Zureden hatte sie bleibenden Einfluss auf den jungen Nösselt.
Mit dem sechsten Lebensjahr wurde Nösselt in der Privatschule des Kandidaten Bauer unterrichtet. Ab dem zehnten Lebensjahr besuchte er 1744 die lateinische Schule des Waisenhauses in Halle. In den höheren Klassen hielt Siegmund Jakob Baumgarten Vorlesungen, um seine Schützlinge für ein Studium zu begeistern. 1751 begann Nösselt bereits als 17-Jähriger so vorbereitet das Studium der Theologie an der Universität Halle. Seine theologischen Lehrer waren damals Johann Georg Knapp, Baumgarten, Christian Benedikt Michaelis und Gottlieb Anastasius Freylinghausen. In den philosophischen Wissenschaften, der Geschichte und den Sprachen besuchte er die Vorlesungen von Georg Friedrich Meier, Christian Weber († 1762), Friedrich Wiedeburg und Johann Simonis.
Nachdem er bei Baumgarten die Dissertation „über die Spuren der göttlichen Vorsehung bei dem Augsburger und Passauer Frieden“ disputiert hatte, unternahm er im Oktober 1755 eine Bildungsreise. Er ging über die Universität Jena, Coburg, die Universität Erlangen und Nürnberg an die Universität Altdorf. In Altdorf studierte er besonders Kirchengeschichte und übte sich im Predigen. Im Mai 1756 verließ er Altdorf, besuchte Regensburg, Augsburg, Stuttgart und die Universität Tübingen. Von dort zog er an die Schweizerischen Hochburgen der Bildung. So war er in Straßburg, Basel, Bern, Lausanne, sowie Genf und gelangte am 19. Juli nach Paris. Da sein Vater ihn jedoch in Halle benötigte, reiste er am 14. August dort wieder ab. Er kehrte über Frankfurt am Main – wo er vom Ausbruch des Siebenjährigen Krieges erfuhr – Mainz, Gießen, Marburg, Kassel, Göttingen, Helmstedt und Magdeburg nach Halle zurück, wo er Ende November ankam.
In Halle angelangt, hielt er Privatvorlesungen über Literatur und Geschichte, erlangte mit einer Disputation „Über die Zeitfolge der Schriften Tertullians“, die er gegen Ende September verteidigt hatte, den akademischen Grad eines Magisters der Philosophie und fing Oktober 1757 an, Privatvorlesungen über Ciceros Bücher und Johann August Ernestis Rhetorik zu halten. Nachdem er einen exegetischen Kurs über das neue Testament eröffnet hatte, wurde er 1760 außerordentlicher Professor an der theologischen Fakultät. 1764 erhielt er einen Ruf von der Universität Göttingen, den er allerdings nicht annahm. Stattdessen wurde er ordentlicher Professor der Hallenser Universität. 1767 promovierte er mit einer Untersuchung „Über den biblischen Begriff des inneren Zeugnisses des heiligen Geistes“ zum Doktor der Theologie.
Weitere Ansuchen 1768 der Universität Helmstedt und 1771 von Göttingen lehnte er erneut ab, da man ihn an der Hallenser Hochschule halten wollte und er sich privat in Halle verpflichtet sah. In jener Zeit hatte er Rezensionen über Ernestis Bibliothek verfasst, schrieb akademische Dissertationen und Programme. Mit Ernesti in Leipzig war er seit 1760 persönlich bekannt geworden und hatte sich dessen Exegese angeschlossen. Zudem hatte er auch Reisen nach Wolfenbüttel und Braunschweig unternommen. Später lernte er Gotthold Ephraim Lessing kennen. 1776 übernahm er die Herausgabe der Hallischen gelehrten Zeitungen, die er bis 1790 innehatte und wirkte an der Allgemeinen Literaturzeitung mit.
Gegen Karl Friedrich Bahrdt hegte Nösselt keine guten Gefühle. Dieser hatte ihn in seinem Wandel vom radikalen Aufklärungstheologen zum Naturalisten, in mündlichen Gesprächen, Almanachen und anderen Schmähschriften attackiert, was auch den Unwillen eines Teils der Studenten erregte. 1785 hatte er diesem eine Verteidigungsschrift gewidmet. Nachdem Johann Salomo Semler im Dezember 1779 vom preußischen Kultusminister Karl Abraham von Zedlitz aus der Hochschule verdrängt worden war, übertrug man Nösselt die Leitung der theologischen Fakultät, jedoch unentgeltlich, da Nösselt darauf bestand, dass Semlers Gehalt weiter gezahlt werden und dieser an der Universität weiter Vorlesungen halten sollte, was bis zu dessen Tod 1791 geschah. Nun folgte Nösselt Semler als Ordinarius der theologischen Fakultät und Ephorus der königlichen Freitische in das Amt.
1788 erschien unter Minister Johann Christoph von Wöllner das Wöllnersche Religionsedikt, durch das die Trennung von Staat und Kirche in Preußen weitgehend vollzogen wurde. Während Wöllners Amtszeit war auch Nösselt von Entlassung bedroht, weil er in seinen dogmatischen Vorlesungen neologische principia äußere, wodurch die Zuhörer von der Erkenntnis der reinen christlichen Glaubenslehre abgeführt würden. Unerschrocken, ja kühn verteidigte der ansonsten stille und friedsame Mann gemeinsam mit Niemeyer 1794 die akademische Lehrfreiheit vor seinem königlichen Herrn.
Von Wöllner hatte Nösselt unter anderem den Auftrag erhalten, zur Fundamentierung des Edikts ein Lehrbuch der Dogmatik der lutherischen Kirche für die preußischen Universitäten auszuarbeiten, wovon dieser sich jedoch lossagte, da er die Freiheit der wissenschaftlichen Forschung gegen staatliche Reglementierung bedroht sah. Daraufhin wurden Nösselt die preußischen Räte Hermann Daniel Hermes und Gottlob Friedrich Hilmer (1756–1835) zur Überwachung des Lehrbetriebes an der Hallenser Hochschule beigestellt. Trotz aller erfahrener Widrigkeiten beteiligte sich Nösselt an den organisatorischen Aufgaben der Hallenser Hochschule. So war er 1773/1774 und 1781/1782 Prorektor der Alma Mater.
Johann August Nösselt wurde auf dem halleschen Stadtgottesacker bestattet. Sein Grab befindet sich im Gruftbogen 26. Der während des Zweiten Weltkrieges zerstörte Bogen wurde rekonstruiert. Die Grabinschrift ist nicht mehr erhalten aber überliefert:

„Weil es Tag war hat er gewirkt, doch als die Nacht kam Schied er von uns und wirkt drüben im Reich des Lichts.“

„JOHANN AUGUST NÖSSELT K. Geh. R. Doct. u. Prof. d. Theol. geb. d. 2. May 1734 entschlafen den 11. März 1807.“

„Er ist in Ruhe Wir sind in Thränen, Wehmutsthränen um uns Freudentränen für ihn“

## Wirken
Nösselt war ein Freund der Popularphilosophie des Zeitalters der Aufklärung. So ist er als ein neuer Wegbereiter derselben anzusehen, der sich in einer strengen grammatischen und historischen Bibelauslegung von der pietistisch modifizierten lutherischen Orthodoxie entfernte. An der Philosophie von Immanuel Kant und deren moralischen Schriftauslegung hat er Anstoß genommen, die nachkantische presste ihm den Seufzer aus: „Guter Gott, erhalte uns den gesunden Menschenverstand!“ Als Schriftsteller war er nicht originell, aber gründlich und bedächtig.
Nösselt war in erster Linie als neutestamentlicher Exeget hoch angesehen. Seine drei Sammlungen exegetischer Gelegenheitsschriften galten als Muster einer natürlichen, leichten und dabei gründlichen Auslegung. Dabei hatte er unter anderem die Interpretationen von Johann August Ernesti am gesamten Text des Neuen Testaments ausgearbeitet. 

## Familie
Nösselt hatte sich am 12. Januar 1768 in Wernigerode mit Dorothea Concordia Conerus (* 2. September 1744 in Clausthal/Harz; † 30. April 1793 in Halle (Saale)), der Tochter des Stadtschreibers in Clausthal August Friedrich Conerus und dessen Frau Dorothea Christina Hartzig, verheiratet. Aus dieser Ehe gingen vier Söhne und drei Töchter hervor:
- Auguste Conradine (* 28. Oktober 1768 in Halle (Saale), † 1837 in Berlin)
- Carl August (* 15. Januar 1771 in Halle (Saale); † 21. März 1784 ebenda)
- Friedrich Theodor (* 1774 in Halle (Saale); † 29. November 1780 ebenda)
- Dorothea Sophia Wilhelmina (* 15. Februar 1776 in Halle (Saale); † 29. November 1857 in Berlin) ⚭ 3. Dezember 1794 in Halle (Saale) mit dem königlich preußischen geheimen Justizrat und Oberlandesgerichtsrat Johann David Gerhard (* 19. Dezember 1768 in Breslau; † 29. November 1829 ebenda)[7]
- Friederike Johanna Augusta (* 3. Januar 1779 in Halle (Saale); † 25. Juni 1863 in Halle (Saale)) ⚭ 3. Januar 1802 in Halle (Saale) mit dem Pfarrer von Teicha und Petersberg Christian Ludwig Wilhelm Leiste (* 25. Februar 1772 in Schönfeld bei Sandau; † 6. Dezember 1860 in Halle (Saale))[8].
- Friedrich August (* 18. Mai 1781 in Halle; † 11. April 1850 in Breslau), Direktor einer Töchterschule in Breslau und Schriftsteller,
- Carl Wilhelm (* 12. Mai 1784 in Halle (Saale); † 30. August 1797 ebenda)[9]

## Werke
- Admiranda singularis providentiae divinae vestigia in vindicanda per pacem Passaviensem A. 1552. et Augustanam A. 1555. sacrorum evangelicorum libertate. Halle 1755 (Digitalisat)
- De aetate scriptorum Tertulliani. Halle 1757.
- Verteidigung der Wahrheit und Göttlichkeit der christlichen Religion. Halle 1766, 1783.
- Opusculorum ad interpretationem Sacrarum Scripturarum fasciculi I. Halle 1772, 1785.
- Opusculorum ad interpretationem Sacrarum Scripturarum fasciculi II. Halle 1787.
- Opusculorum ad interpretationem Sacrarum Scripturarum fasciculi III. Halle 1803.
- Exercitationes ad Sacrarum Scripturarum interpretationem. Halle 1808.
- Kurze Anweisung für unstudirte Christen zur Erlangung einer zuverlässigen Gewißheit von ihrer Religion. Halle 1773.
- Über die Erziehung zur Religion. Halle 1774.
- Anweisung zur Kenntniß der besten allgemeinern Bücher in allen Theilen der Theologie. Halle 1779, 1800.
- Anweisung zur Bildung angehender Theologen. Halle 1785, 1818.
- Erklärung der Theologischen Facultät zu Halle über Dr. Bahrdt's Appellation an das Publikum. Halle 1785.